# Блай, Джон, 6-й граф Дарнли
Подполковник Джон Стюарт Блай, 6-й граф Дарнли (англ. John Bligh, 6th Earl of Darnley; 16 апреля 1827 — 14 декабря 1896) — британский пэр. Он носил титул учтивости — лорд Клифтон с 1831 по 1835 год.

## Происхождение и образование
Родился 16 апреля 1827 года. Старший сын Эдварда Блая, 5-го графа Дарнли (1795—1835), и достопочтенной Эммы Джейн Парнелл (? — 1884), дочери Генри Парнелла, 1-го барона Конглтона. Он поступил в Крайст-Черч в Оксфорде в мае 1845 года и получил степень бакалавра в 1848 году и степень магистра в 1869 году.

## Карьера
Игрок в крикет, Дон Блай один раз выступил в первоклассном крикете за «Джентльменов Кента» против «Джентльменов Англии» в Кентербери в 1848 году.
12 февраля 1835 года после смерти своего отца Джон Блай унаследовал титулы 6-го графа Дарнли в графстве Мит (Пэрство Ирландии), 15-го лорда Клифтона из Лейтона Бромсуолда (Пэрство Англии), 6-го барона Клифтона из Ратмора в графстве Мит (Пэрство Ирландии) и 6-го виконта Дарнли из Атбоя в графстве Мит (Пэрство Ирландии), заняв своё место в Палате лордов Великобритании.
В сентябре 1847 года лорд Дарнли был назначен заместителем лейтенанта графства Кент .
В июле 1848 года он был назначен капитаном Кобэмского отряда йоменри Западного Кента. Ему было присвоены чины майора в апреле 1859 года и подполковника в апреле 1863 года . Он ушел из йоменов в сентябре 1874 года, сохранив свое звание.

## Личная жизнь
31 августа 1850 года Дарнли женился на леди Гарриет Мэри Пелэм (1829 — 4 сентября 1905), дочери Генри Пелэма, 3-го графа Чичестера, и леди Мэри Бруденелл, дочери Роберта Браднелла, 6-го графа Кардигана. У супругов было восемь детей:
- Эдвард Блай, 7-й граф Дарнли (21 августа 1851 — 31 октября 1900), женившийся на Джемайме Аделине Беатрис Блэквуд, дочери Фрэнсиса Дж. Л. Блэквуда.
- Леди Эдит Луиза Мэри Блай (22 августа 1853 — 20 июня 1904), вышедшая замуж за Джорджа Бервилла Рэшли в 1882 году[11].
- Леди Кэтлин Сьюзен Эмма Блай (31 октября 1854 — 13 ноября 1928), в 1881 году она вышла замуж за Уильяма Веси Браунлоу[англ.].
- Иво Блай, 8-й граф Дарнли (13 марта 1859 — 10 апреля 1927), женившийся на Флоренс Роуз Морфи, дочери Джона Стивена Морфи.
- Леди Элис Изабелла Гарриет Блай (18 декабря 1860 — 15 июня 1943), умершая незамужней[10].
- Достопочтенный Артур Фредерик Пелэм Блай (25 апреля 1865 — 29 декабря 1924), умерший неженатым[10].
- Леди Мэри Роуз Флоренс Блай (21 апреля 1868 — 5 июля 1896), умершая незамужней[10].
- Леди Констанс Вайолет Люси Блай (род. 1869), вышедшая замуж за Уильяма Шекспира Чайлд-Пембертона в 1894 году[10].

Лорд Дарнли умер 14 декабря 1896 года, и ему наследовал его старший сын Эдвард.